# Brynjar Gunnarsson
Brynjar Björn Gunnarsson (Reykjavík, 16 ottobre 1975) è un ex calciatore islandese, di ruolo centrocampista.

## Palmarès

### Club

#### Competizioni nazionali
- Campionato islandese: 1

KR Reykjavík: 2013